# ماریا کرایوویچووا
ماریا کرایوویچووا (انگلیسی: Mária Kráľovičová؛ زادهٔ ۷ ژوئن ۱۹۲۷) بازیگر اهل کشور اسلواکی است. وی از سال ۱۹۴۸ میلادی تاکنون مشغول فعالیت بوده‌است.  او تاکنون بیش از ۴۰۰ نقش را در رسانه‌های سینما، صحنه و تلویزیون بازی کرده است.